# أيرين هانت
أيرين هانت (بالإنجليزية: Irene Hunt)‏‏ (8 مايو 1902 - 18 مايو 2001 في تشامبيغن) كاتِبة، ومُدرسة، وكاتبة للأطفال، وروائية من الولايات المتحدة.

## الجوائز
- جائزة جرانجر الفضية  [لغات أخرى]‏
- جائزة نيوبري